# Dennis Miller & Friends
Dennis Miller & Friends è stato un talk-show commedia statunitense trasmesso dalla rete Turner Classic Movies nel 2019 per 15 episodi.
Scritto e condotto dal comico e conduttore tv Dennis Miller, affiancato da Martin Short, Jay Leno, Dana Carvey e Rita Wilson, lo show segna il ritorno televisivo del comico, attore e conduttore televisivo dopo molti anni di assenza, nonché il ritorno alla conduzione di un talk-show.

## Il programma
Nel programma Dennis Miller è affiancato da alcuni dei suoi amici e colleghi di spettacolo mentre discutono e presentano i loro film preferiti.